# Museum der 50er Jahre (Bremerhaven)

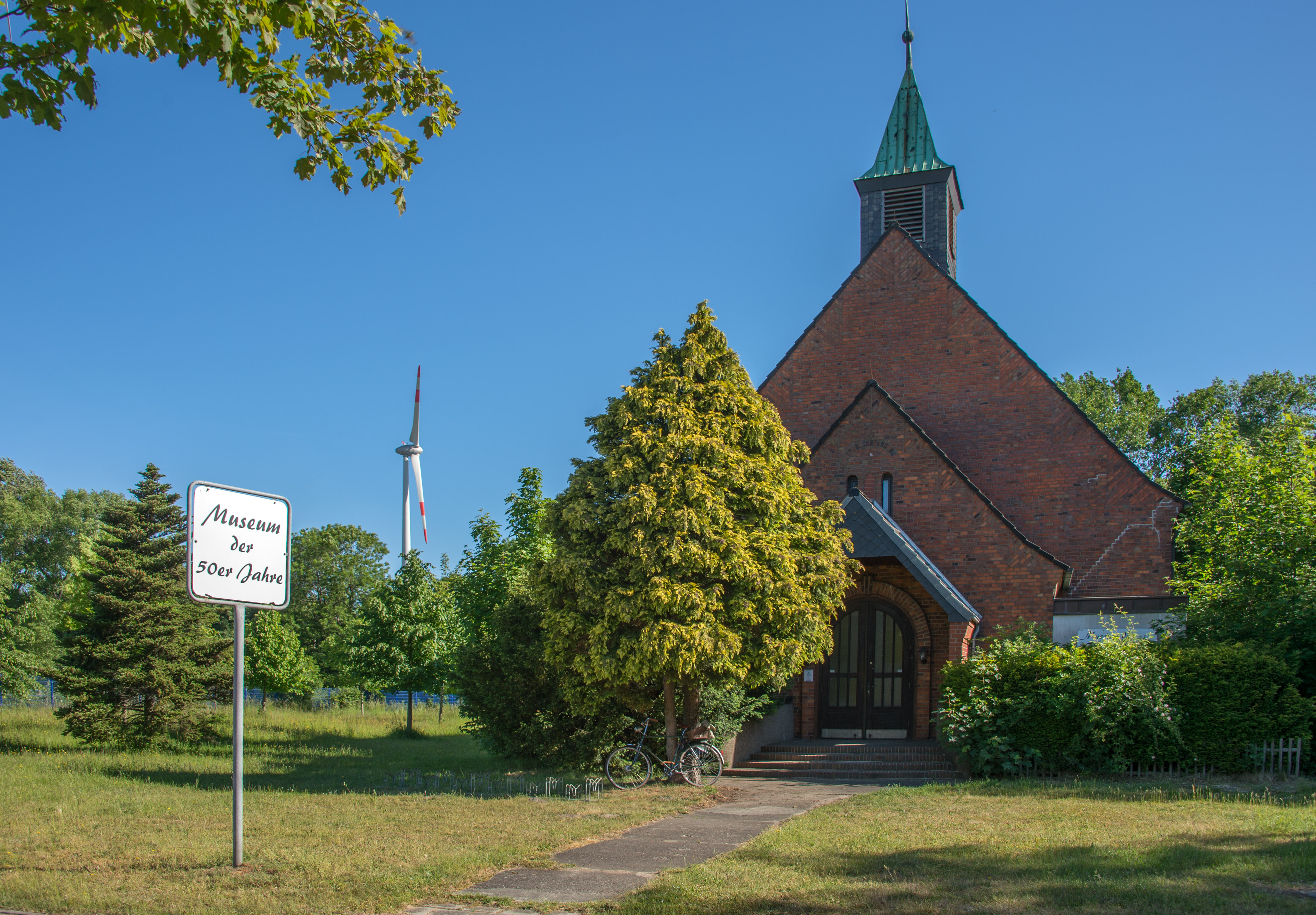
Das Museum in der ehemaligen Kirche der US-Armee

Das Museum der 50er Jahre ist eine öffentlich gezeigte Sammlung von Alltagsgegenständen aus den 1950er Jahren in Bremerhaven-Weddewarden.
Die Gegenstände wurden im Rahmen eines Museumsprojektes seit 1984 von der Historikerin und Psychologin Kerstin von Freytag Löringhoff zusammengetragen. Als geschlossene Sammlung wurden diese erstmals im Jahr 2000 in Cuxhaven der Öffentlichkeit zugänglich gemacht. Seit 2005 wird sie in der Amerikanischen Kapelle Bremerhaven der ehemaligen Carl-Schurz-Kaserne der US-Armee in Bremerhaven, Amerikaring 9, präsentiert. Auf 500 m² dokumentieren mehrere tausend Exponate die Lebensverhältnisse der Jahre 1949 bis 1963. Im September 2024 ist die Zukunft des Museums ungewiss, da das Land Bremen einen Kaufinteressenten für das Gebäude gefunden hat.